# Kovács József (gyümölcskertész)
Kovács József, Kováts (Lakszakállas, 1807. október 7. (keresztelés) – Bátorkeszi, 1888. március 7.) gyümölcskertész, református lelkész.

## Élete
Lakszakállason született, ahol apja, Kovács Péter szintén lelkész, egyházi tanácsbíró és író volt, édesanyja Végh Zsuzsanna. Középiskolai tanulmányainak végeztével a hittudományokat a pápai református főiskolában hallgatta; néhány évi káplánkodás után 1834-ben Bátorkeszin lelkésszé választották. Ami szabad ideje hivatalos teendői mellett fönnmaradt, azt teljes odaadással szentelte a gyümölcsészetnek: 1840-ben gyümölcsfajok ültetését kezdte és ezután ezt szakszerűen űzte. Ez irányban gyűjtött tapasztalatait gyarapítandó, az 1850-es évek vége felé nagyobb tanulmányutat tett Nyugat-Európának gyümölcstermelésükről nevezetesebb országaiba. Huzamosabb ideig tartózkodott Württembergben, a rajnamelléki híres gyümölcstermő vidékeken, Belgiumban, Hollandiában, Poroszországban; kiváló gonddal tanulmányozta a legnevezetesebb gyümölcstelepeket, hogy a művelési módszerekkel és különösen a kitűnőbb fajokkal megismerkedvén, azokat hazájában is meghonosítsa. A bátorkeszi több holdnyi gyümölcsfatelep rövid időn ismeretessé vált széles e hazában és a szerény magyar lelkésznek európai hírt szerzett a pomológia terén. Utóbb már nem csupán a hazából nyert megrendeléseket; csemetéit messze külföldre is elvitték, sőt néhány évvel halála előtt egész hajórakományt szállított Afrikába is Alexandriából keltezett megrendelésre. A klasszikus nyelveken kívül elsajátította a német, olasz és francia nyelvet is. Buzgó fáradozása számos elismerésben részesült; arany, ezüst és más érmeket nyert kiállított gyümölcsgyűjteményeivel és csemetéivel; a hazában rendezett kiállításokon kívül, ahol neve mindig a legelső jutalmazottak között szerepelt, az 1873. évi bécsi világkiállításon is érdeméremmel és díszokmánnyal tüntették ki. Érdemeiért az Országos Gazdasági Egyesület tiszteletbeli tagjául választotta s a király ő felsége a Ferenc József-rend polgári arany érdemkeresztjével tüntette ki. A komáromi református egyházmegye tanácsbírája volt.

## Írásai
Cikkei a Magyar Gazdaságban (1847. II. Általános észrevételek a középponti gyümölcsfaiskola körül), a Gazdasági Lapokban (1857-58. Tapasztalataim a gyümölcsészet körében: magvetés sat., Az 1858. tél hatása növeldém fáira, 1859. Kertészet, töredékek naplómból, 1860. A faültetés, 1867. Mi által és mikor leend bortermesztésünk virágzó?), a Kerti Gazdaságban (1858. Néhány körte válfajainak rövid jellemzése, 1859. Válasz Székelyfy Gyulának, Utazás a külföldön, Egy pár szó a gyümölcskiállításokról, jelesül a központiról, 1860. Adalék a gyenge csemeték ültetéséhez), a Falusi Gazdában [(1862. I. Gyümölcsészet: az ojtó vessző, 1863. Néhány részint új, részint legújabb körtefajok rövid ismertetése, 1864. A bátorkeszi faiskola nemes csemetéi), a Kertész-Gazdában (1867. Mi által és mikor leend birtermelésünk virágzó? 1870. Ha értékes borra akarunk szert tenni a vidéknek megfelelő legjelesebb szőlőfajokat kell ültetni), a Gazdászati Közlönyben (1870. Guyot szőlőmívelési rendszere, ábrákkal, A jó borcinálás mestersége Guyot Gyula szerint), a Borászati Füzetekben (1870. Szőlőszeti elmélkedések az 1870. év kezdetével); a Wochenblatt für Land- und Forstwirthaban (1870. I. Guyot's WeinbauSystem, ábrákkal.)

## Munkái
- Kalauz a gyümölcsfaültetés, nyesés és a bátorkeszi faiskolában található s csemetékben vagy oltóvesszőkben megrendelhető gyümölcs fajok körül. Pest, 1861.
- A bátorkeszi gyümölcs- és szőlőfa-telepek név- és árjegyzéke az 1868-69. és 1869-1870. idényre ismeretterjesztő közleményekkel. Uo. 1868-69. Két közlés. (Magyar és német szöveggel.)
- A bátorkeszi gyümölcs- és szőlőiskola leiró névsora. Bpest, 1875.